# 胡安宁·加西亚
胡安宁·加西亚（西班牙語：Juanín García，1977年8月28日—），西班牙男子手球运动员。他曾代表西班牙国家队参加2008年夏季奥林匹克运动会男子手球比赛，获得一枚铜牌。